# بلوبرهاوسيز
بلوبرهاوسيز هي قرية صغيرة وأبرشية مدنية تقع على نهر واشبورن في شمال يوركشاير، وهي مُقاطعة في شمال إنجلترا. يبلغ تعداد سكان هذه القرية أقل من 100 نسمة